# Segescha
Segescha (russisch Сегежа, karelisch Segeža) ist eine Stadt in der Republik Karelien (Russland) mit 29.631 Einwohnern (Stand 14. Oktober 2010).

## Geografie
Die Stadt liegt etwa 270 km nördlich der Republikhauptstadt Petrosawodsk an der Mündung des gleichnamigen Flusses Segescha in den See Wygosero, welcher vom in das Weiße Meer mündenden Wyg durchflossen wird. Segescha besitzt einen Hafen am Wygosero, durch den auch der Weißmeer-Ostsee-Kanal führt und für dessen Bau der See zusätzlich angestaut wurde.
Segescha ist Verwaltungszentrum des gleichnamigen Rajons.
Die Stadt liegt an der 1917 eröffneten Murmanbahn, einer heute zur Oktoberbahn der RZD gehörenden Eisenbahnstrecke von Sankt Petersburg nach Murmansk (Streckenkilometer 671).
Zehn Kilometer westlich der Stadt verläuft die Fernstraße M18 Sankt Petersburg–Seweromorsk.

## Geschichte
Eine Siedlung an Stelle der heutigen Stadt ist seit dem 16. Jahrhundert bekannt. Der Ort selbst entstand mit dem Baubeginn der Murmanbahn 1914, benannt nach dem Fluss.
In den 1930er Jahren, nach Fertigstellung des Weißmeer-Ostsee-Kanals, entstand eine Papierfabrik. 1943 wurde das Stadtrecht verliehen.
In der Stadt bestand das Kriegsgefangenenlager 212 für deutsche Kriegsgefangene des Zweiten Weltkriegs.
In der Umgebung der Stadt befindet sich das gleichnamige russische Straflager. Prominenter Häftling war bis zu seiner vorzeitigen Entlassung im Dezember 2013 der Unternehmer und Regierungskritiker Michail Chodorkowski.

### Bevölkerungsentwicklung
| Jahr | Einwohner |
| ---- | --------- |
| 1959 | 19.708    |
| 1970 | 28.810    |
| 1979 | 36.420    |
| 1989 | 38.207    |
| 2002 | 34.214    |
| 2010 | 29.631    |

Anmerkung: Volkszählungsdaten

## Kultur und Sehenswürdigkeiten
Segescha besitzt ein kleines Heimatmuseum.

## Wirtschaft
Stadtbildendes Unternehmen ist das Segeschaer Zellulose- und Papierkombinat. Daneben gibt es Holzverarbeitung und Bauwirtschaft.

## Söhne und Töchter der Stadt
- Gennadi Schpalikow (1937–1974), Filmregisseur und Dichter
- Alexander Sidjakin (* 1977), Politiker (Einiges Russland), Dumaabgeordneter